# Hepatitis alcohòlica
L'Hepatitis alcohòlica és una malaltia que es caracteritza per una inflamació del fetge produïda per un consum excessiu d'alcohol, ja sigui per un consum molt elevat en un període recent, com per consums alts durant dècades. Aproximadament un 30% dels consumidors habituals d'elevades quantitats d'alcohol poden acabar desenvolupant aquesta malaltia i és la causa principal de mortalitat mundial relacionada amb el consum d'alcohol, a part d'incrementar el risc de desenvolupar carcinoma hepatocel·lular.
En les fases inicials sol estar associada amb la presència de fetge gras i en fases avançades pot conduir a una cirrosi. Els principals símptomes són la icterícia (coloració groguenca de la pell i els ulls), ascites (inflamació abdominal) i fatiga. Episodis greus de la malaltia sense tractar poden conduir a la mort.

## Simptomatologia
L'hepatitis alcohòlica té una gran variabilitat en la presentació de símptomes. Alguns pacients presenten una forma lleu, sense símptomes. Tot i això en una analítica, en molts casos es pot detectar un augment de transaminasses i de gammaglutamiltransferasa, així com un augment del volum dels glòbuls vermells.

Diagrama que mostra un fluid retingut a l'abdomen conegut com a ascites.

El símptoma més comú i fàcil de detectar en l'hepatitis alcohòlica és la coloració groguenca de la pell i la part blanca dels ulls, el que es coneix com a icterícia.
Altres símptomes comuns que poden aparèixer són:
- Pèrdua de gana
- Nàusees i vòmits
- Sensibilitat abdominal
- Dilatacions venoses a la pell (en forma d’aranya) generalment de la part superior del tronc i de la cara
- Fatiga i debilitat: La fatiga és una falta d'energia i de motivació
- Desnutrició. La ingesta de grans quantitats d'alcohol suprimeix la gana i es deixen de metabolitzar alguns nutrients, el que pot provocar desnutrició i pèrdua de pes
- Febre
- Tremolor de mans
- Somnolència desmesurada que pot ser signe d’una encefalopatia hepàtica
- Augment del volum de la panxa per acumulació de líquid en la cavitat abdominal (ascites)
- Inflor de les extremitats inferiors, en la seva part més distal (peu i turmell) i sensació de falta de sensibilitat o de formigueig, generalment en les extremitats inferiors

Altres símptomes menys comuns són:

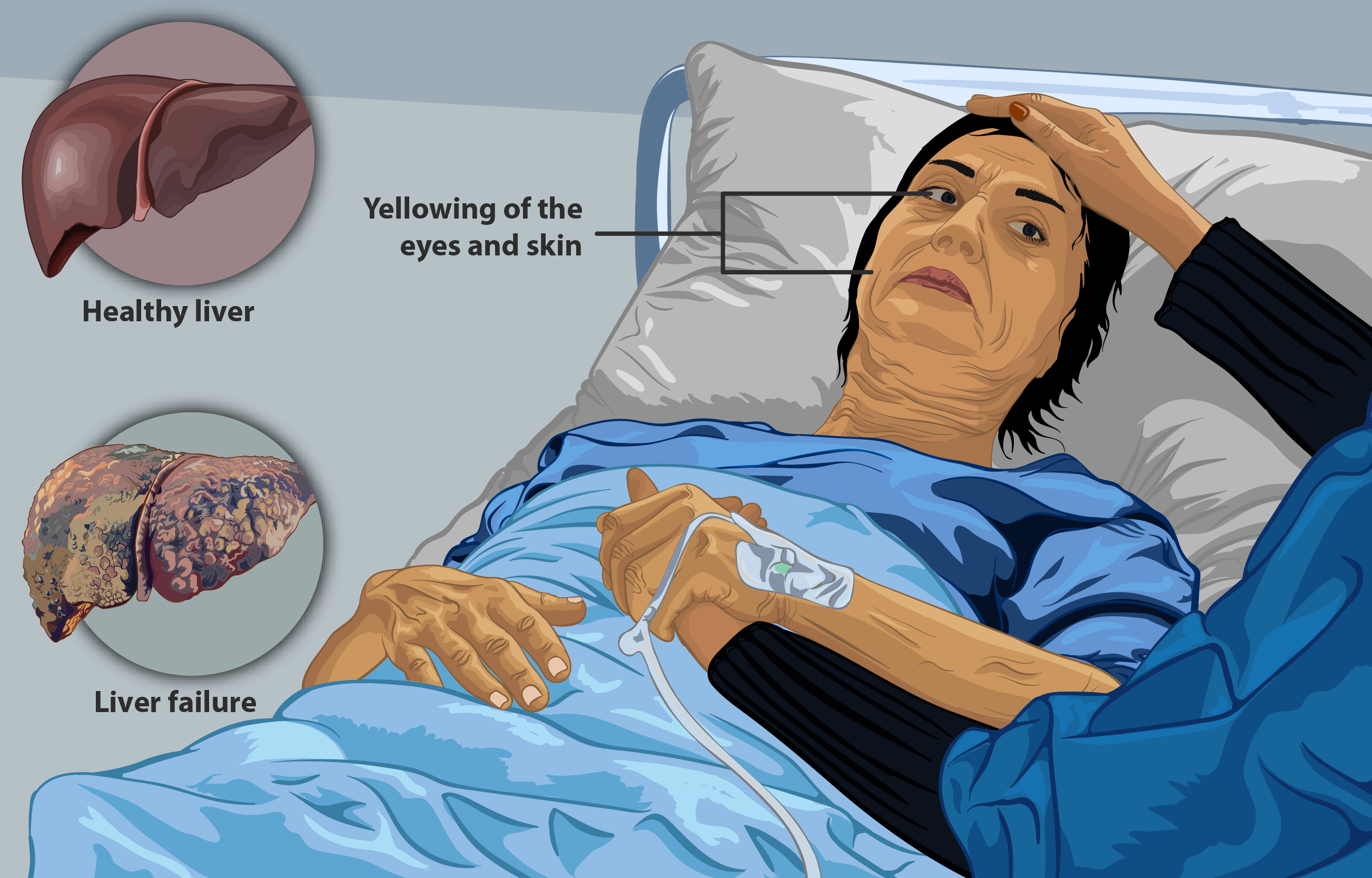
Representació d'un pacient que pateix símptomes d'insuficiència hepàtica.

- Confusió i canvis en el comportament a causa de l'acumulació de toxines que el fetge acostuma a destruir o eliminar.
- Insuficiència renal: els ronyons perden la capacitat de filtrar les substàncies de rebuig de la sang i el provoca un desequilibri en la composició química de la sang.
- Insuficiència hepàtica: Causada per alguna substància tòxica que danya el fetge. Molts cops es detecta per la presència d’icterícia.
- En episodis greus, es pot produir una fallada hepàtica que si no es tracta urgentment, pot acabar en la mort del pacient en pocs dies.

En alguns casos l'hepatitis alcohòlica pot aparèixer en un pacient que ja té una cirrosi, que és la fase més avançada de les malalties cròniques del fetge. Quan això passa, a més d'ascites poden presentar una hemorràgia interna per trencament de varius esofàgiques, que es manifesta per un vòmit d'un material semblant al pòsit de cafè i per deposicions de color negre intens i brillant, generalment poc formades.

## Causes

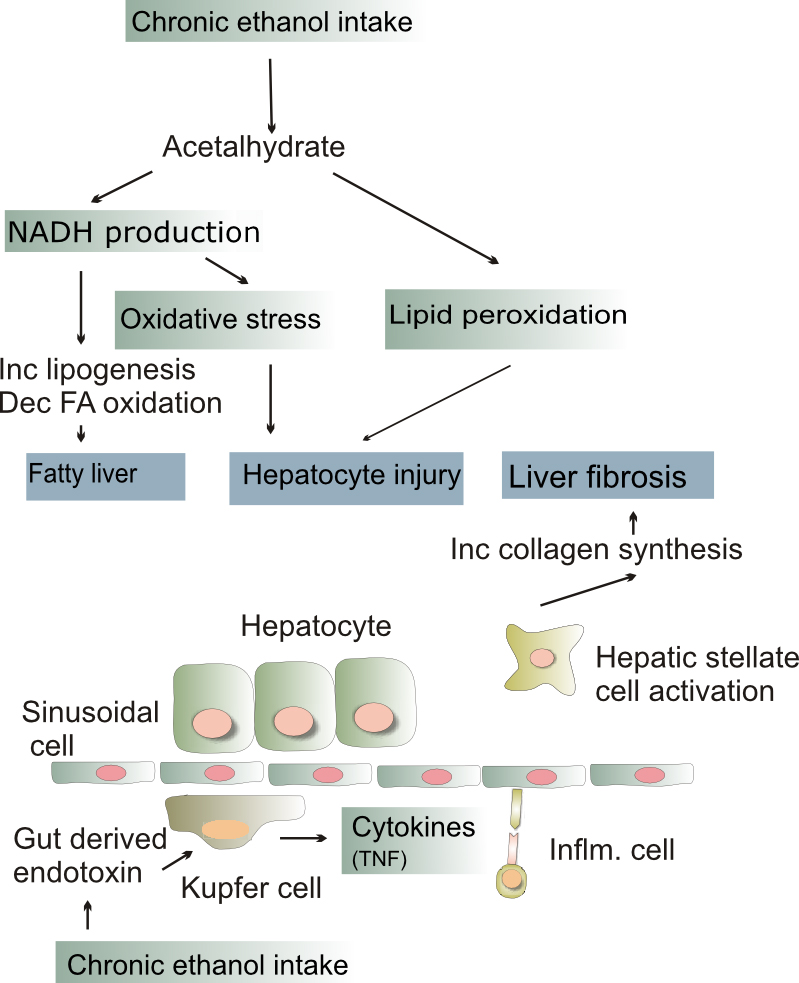
Patogènia del procés oxidatiu acetaldehid a causa de la ingesta d'alcohol.

La malaltia hepàtica alcohòlica es desenvolupa després d'anys de consum excessiu d'alcohol. L’alcohol s'absorbeix a l'estómac i l’intestí i es metabolitza principalment al fetge. A l’interior de l'hepatòcit o cèl·lula hepàtica. L’alcohol pateix dos processos oxidatius que el transformen primer en acetaldehid i després en acetat.
La primera oxidació té lloc al citoplasma de l’hepatòcit i està catalitzat per l'enzim “alcohol deshidrogenasa”. En aquesta reacció ja es produeix un desequilibri redox a causa de la producció de NADH a partir de NAD. En la segona reacció, on l’acetaldehid es transforma en acetat, té lloc una nova producció de NADH. Aquesta acumulació de NADH és un dels principals responsables dels efectes tòxics de l’alcohol, ja que pot provocar diferents trastorns metabòlics que afecten principalment als glúcids, lípids i algunes hormones esteroidals.
L’augment de NADH afavoreix la conversió del piruvat en lactat, el que pot provocar una acidosi làctica o hiperuricèmia. D’altra banda l'augment de NADH també interfereix amb la gluconeogènesi a partir dels aminoàcids, la qual cosa explica la hipoglucèmia que presenten alguns alcohòlics.

Addicionalment, es produeixen importants alteracions en el metabolisme lipídic que comporten una acumulació de triglicèrids en el parènquima hepàtic. El desequilibri redox provoca una disminució en l'oxidació dels àcids grassos perquè els desplaça com a font d’energia. D’altra banda, s'afavoreix la producció de glicerofosfat. Aquests dos components són necessaris per a la síntesi de triglicèrids.
Un altre efecte tòxic és causat per l'acumulació d'acetaldehid. Aquest pot reaccionar amb grups tiol i amino de les proteïnes i alterar algunes funcions mitocondrials i del citoesquelet, fent que els hepatòcits perdin la seva funcionalitat, acumulin proteïnes en el seu interior i augmentin la grandària, el que pot provocar l'anomenat "fetge gras". En alguns estudis experimentals s'ha demostrat que l'acetaldehid provoca una alteració a nombroses funcions mitocondrials, incloent-hi la seva pròpia oxidació; això comporta que s'acumuli cada vegada més i acabi fent malbé les membranes mitocondrials i inhibeixi la síntesi d'adenosina trifosfat (ATP). L'acetaldehid també altera la funció de les proteïnes del citoesquelet, provocant alteracions tant en els processos d'endocitosi com d'exocitosi. Aquests fenòmens explicarien, en part, l'augment de mida i l'acumulació d'aigua als hepatòcits a causa de la retenció intracel·lular de proteïnes solubles que s'associa a un augment d'ions i d'aigua per intentar mantenir la pressió oncòtica. L'acetaldehid és capaç d'unir-se a grups tiol de certes molècules com la cisteïna i el glutatió, que són capaços d'acceptar radicals d'oxigen i protegir la membrana contra la peroxidació. El consum excessiu d'alcohol produeix una disminució del glutatió i un augment de la peroxidació lipídica.
El consum excessiu d'alcohol modifica la permeabilitat de l'intestí, i incrementa l'absorció d'endotoxines provinents dels bacteris intestinals. En resposta a les endotoxines (tenint en compte que el fetge afectat ja no pot detoxificar), els macròfags hepàtics (cèl·lules de Kupffer) alliberen radicals lliures que incrementen el dany oxidatiu. Amb el temps, es pot presentar cicatrització i cirrosi. La cirrosi és, en la majoria de casos, la fase final de la malaltia hepàtica alcohòlica.
El consum excessiu d’alcohol pot provocar diferents graus de dany al fetge, des d'una lleugera inflamació fins a una cirrosi. En general, el consum sostingut d’alcohol en elevades proporcions provoca canvis en el fetge que s'inicien amb un procés inflamatori i van agreujant-se amb danys més seriosos com l'esteatosi alcohòlica fins a arribar a l'hepatitis alcohòlica. Alguns dels pacients amb hepatitis alcohòlica, acaben derivant cap a hepatitis alcohòlica severa, que finalment, depenent del grau d’inflamació i dany, pot acabar en una fibrosi i fins i tot una cirrosi o una fallada hepàtica.

## Factors de risc
En diferents estudis epidemiològics s'ha observat que només una proporció relativament petita d'alcohòlics tenen lesions hepàtiques intenses, malgrat una durada i una magnitud de la ingesta alcohòlica similar a la dels alcohòlics sense lesions. Es dedueix, per tant, que han d'existir altres factors, a més del consum crònic d'alcohol, que influeixen en el desenvolupament de lesions hepàtiques.
Entre els factors investigats que s'ha vist que poden tenir una influència, es troben:
- La quantitat d'alcohol consumida i el període de consumició, els quals representen el principal factor de risc.
- El sexe: Per a la mateixa proporció d'alcohol consumida les dones tenen un major risc de patir desenvolupar una hepatitis alcohòlica. Diversos estudis han proposat una explicació per aquest fenomen que gira al voltant del metabolisme, distribució de la grassa, volum del fetge i influència de les hormones sexuals.
- L'estat nutricional. L'hepatitis alcohòlica està associada amb una mala nutrició per la composició i la quantitat de calories que comporta. Això és un motiu per la seva relació amb l'obesitat.
- Procedència geogràfica: S'ha observat que depenent de la procedència geogràfica pot existir un major risc. Per exemple països de l'est d'Europa tenen un major risc per l'elevat consum d'alcohol; en canvi països àrabs tenen un menor risc per la prohibició de prendre alcohol.
- Associació amb la infecció pel virus de l'hepatitis C.

- Factors genètics. Els efectes produïts per l'alcohol dependran de l'activitat d'enzims encarregats de la seva degradació. Els individus que presentin polimorfismes per algun dels seus gens, que impliquin una alteració en l'eliminació de l'etanol, contribuiran a la variabilitat genètica en el seu consum i els efectes sobre l'organisme.[3]

| Edat                | Genètica                   |
| Sexe                | Obesitat                   |
| Raça                | Medicació                  |
| Nutrició            | Drogues                    |
| Exposició ambiental | Altres malalties del fetge |

Factors que també intervenen en el desenvolupament de la malaltia, a part de la consumició d'alcohol.

## Complicacions
Les complicacions més freqüents de l’hepatitis alcohòlica són les següents:
- Dilatació de les venes (varius). La sang que no pot fluir lliurement per la vena porta, pot anar a parar a altres vasos sanguinis de l'estómac o l'esòfag. Aquests vasos sanguinis contenen unes parets primes i això comporta que puguin dilatar-se i sagnar amb molta facilitat.

- Ascites. Una de les conseqüències de l’hepatitis alcohòlica és l’acumulació de líquid a la cavitat abdominal. Si es produeix la infecció d’aquests fluids, caldrà un tractament amb antibiòtics.
- Confusió, somnolència i dificultat de la parla (encefalopatia hepàtica): un fetge danyat no pot realitzar la seva funció correctament i, per tant, té problemes per eliminar les substàncies tòxiques del cos. L'acumulació de substàncies tòxiques pot danyar el cervell.
- Insuficiència renal. Deguda a l’acumulació de substàncies tòxiques no metabolitzades pel fetge.
- Esteatosi. És l’acumulació de vesícules de greix al citoplasma dels hepatòcits. Està present en la major part dels alcohòlics i sol anar acompanyada d'altres alteracions més greus. Aquesta acumulació de lípids en vacúols és conseqüència del deficient funcionament del metabolisme a causa de la ingesta d’alcohol. Els vacúols es poden unir fins a formar una gran vacúol sense membrana que acaba ocupant tot el citoplasma i desplaça el nucli a la perifèria. A vegades pot anar associada a una resposta inflamatòria amb la presència de limfòcits i macròfags. En fases inicials és asimptomàtica i només es pot detectar per l’augment de les dimensions del fetge. En fases més avançades pot provocar una insuficiència hepàtica greu i encefalopatia hepàtica.
- Hepatitis alcohòlica aguda: Es caracteritza per la presència de zones de necrosi cel·lular i un infiltrat inflamatori de leucòcits neutròfils polimorfonuclears. Els hepatòcits acostumen a ser grans i contenir material homogeni al seu interior anomenats cossos de Mallory, que són una agregació de fibres proteiques. Pot tenir lloc en alcohòlics habituals que en una temporada intensifiquin sobtadament el consum d’alcohol, i les conseqüències poden ser fatals.
- Cirrosi hepàtica alcohòlica: És una cirrosi que es caracteritza per la presència de nòduls de teixit fibrós que substitueixen el teixit habitual del fetge. Sol anar acompanyada de desnutrició i hipovitaminosi. En alguns casos pot derivar a un carcinoma hepatocel·lular.

- Fibrosi hepàtica: Consisteix en l’augment del col·lagen hepàtic. És causada per una alteració en el metabolisme del col·lagen. Pot provocar una hepatomegàlia, molèsties abdominals i icterícia.

## Diagnòstic
En casos d’hepatitis alcohòlica lleu on no es presenten símptomes evidents, l’única forma de diagnòstic és a partir d’alteracions analítiques com un augment de transaminases i de gammaglutamiltransferasa. També pot haver-hi un augment del volum dels glòbuls vermells a causa de l'acció tòxica de l'alcohol en la fase de formació d'aquestes cèl·lules.
La confirmació de la malaltia es realitza mitjançant una biòpsia hepàtica, que permet determinar l'estat en què es troben els hepatòcits. La biòpsia pot ser realitzada per punció o a través d’una biòpsia transjugular.
Una biòpsia per punció es duu a terme a través de la paret de la part anteroinferior dreta de les costelles a prop del vorell costal.
La biòpsia transjugular es realitza mitjançant un catèter introduït en un vas sanguini i que es fa arribar fins al fetge per poder prendre'n una mostra.
En l'anàlisi es mostrarà un augment de les transaminasses. L'AST (aspartat aminotransferasa) superen l'ALT (alanina aminotransferasa), generalment amb un quocient superior a 1,5. La raó per la qual disminueix la concentració d'ALT és la deficiència dietètica de la vitamina B6, necessària per al funcionament de l'ALT. L'AST és un enzim que es troba principalment en el fetge i músculs. Quan el fetge està danyat, com en el cas de l'hepatitis alcohòlica, s'allibera AST al torrent sanguini. La diferència entre l'AST i l'ALT és que l'ALT és més específica de dany hepàtic, ja que es localitza exclusivament en el citosol de l'hepatòcit, mentre que l'AST, a més de localitzar-se en el citosol i mitocondri, es troba al cor, múscul esquelètic, ronyons, cervell, pàncrees, pulmó, eritròcits i leucòcits.
També hi acostuma a haver un augment de gamma-glutamiltransferasa, i depenent de la gravetat de l'hepatitis alcohòlica es pot donar el cas d'un augment de la bilirubina i fosfatasa alcalina, descens de l'albúmina i alteracions de la coagulació de la sang.
En els casos més greus hi ha trastorns de la funció renal i alteracions dels electròlits de la sang. A més a més, en aquests casos és freqüent que hi hagi una malnutrició i això comporta a la disminució d'algunes vitamines (generalment del grup B) i d'alguns metalls com el zinc. Els casos greus tenen una mortalitat molt elevada que supera el 50% passats tres mesos. Aquests pacients requereixen un tractament específic i hospitalització.
L'ecografia hepàtica pot ser d’ajuda a l’hora de realitzar el diagnòstic. No obstant això, no és tan útil com les biòpsies.

## Tractament
Hi ha diversos tractaments per combatre l'hepatitis alcohòlica segons el grau. El principal tractament consisteix en evitar el consum d'alcohol, hidratar-se i nodrir-se. En els casos d'hepatitis alcohòlica greu intervenen altres tractaments i hospitalització. El tractament amb fàrmacs encara està en fase de desenvolupament. Se segueixen realitzant estudis per determinar quins són els més eficaços.
- Corticoides

Els corticoesteroides s'utilitzen per la seva acció com antiinflamatori i la seva acció antifibrogénica. Aquests són el tractament de primera elecció, ja que permeten reduir la mortalitat immediata.
Els pacients amb hepatitis alcohòlica greu es recomana el tractament amb prednisona a dosis de 40 mg administrats per via oral durant quatre setmanes, seguit d'una pauta descendent durant altres dues setmanes (20 i 10 mg / dia). Així mateix és convenient que aquests pacients consumeixin almenys 30 kcal / kg i 1 g / kg de proteïnes al dia. Per a això s'han d'administrar suplements nutricionals i, en cas necessari, instaurar una pauta de nutrició enteral o parenteral.
- Suplements d'aminoàcids

Com que el consum d'alcohol en excés produeix una falta de nutrients al cos, s'estan avaluant tractaments a pacients amb diverses pautes terapèutiques com els suplements d'aminoàcids per via parenteral (injecció) o enteral (oral, la sublingual o la rectal). Diversos estudis han demostrat que aquest tractament té un efecte beneficiós sobre l'estat nutricional. Aquest tractament no permet reduir el grau de mortalitat del pacient.
- Tractament de la cirrosi

El principal tractament de la cirrosi és l’abstinència d'alcohol. Els fàrmacs més eficaços per tractar la cirrosi són la colquicina, el malotilat, la silimarina i la fosfatidilcolina. Aquests fàrmacs contenen propietats tan antifibrogénicas com antioxidants. Aquests fàrmacs no intervenen en millorar el grau de mortalitat del pacient.
- Trasplantament hepàtic

El trasplantament hepàtic és una de les millors opcions. La majoria dels centres la porten a la pràctica. Per poder realitzar el trasplantament hepàtic és necessària l'exclusió de patologia orgànica associada, un suport sociofamiliar adequat, que els pacients tinguin consciència de la seva dependència i un període d'abstinència prèvia al trasplantament d’almenys sis mesos.